# Ralph d’Escures
Ralph (französisch Raoul) OSB († 20. Oktober 1122) war Erzbischof von Canterbury von 1114 bis 1122. Er wurde Ralph de Turbine oder Ralph d’Escures genannt, nach Escures, einem Besitz seines Vaters bei Sées in der Normandie.
Er trat 1079 in die Benediktiner-Abtei St. Martin in Sées ein und wurde zehn Jahre später deren Abt. Kurze Zeit später reiste er nach England, wo sein Halbbruder Seifrid Pelochim Bischof von Chichester war. Im Jahr 1100 musste er vor den Gewalttaten von Robert of Bellême, 3. Earl of Shrewsbury nach England fliehen, wo er nun einige Zeit mit Erzbischof Anselm von Canterbury und Gundulf, dem Bischof von Rochester, verbrachte. Im März 1108 folgte er Gundulf in dessen Amt, und wurde nach Anselms Tod im April 1109 zum Administrator der Erzdiözese Canterbury ernannt und im April 1114 zu Anselms Nachfolger als Erzbischof gewählt.
Seine Politik orientierte sich stark an den Rechten des Erzbistums und der englischen Kirche. Er beanspruchte die Oberhoheit über Wales und Schottland und verweigerte Thurstan, dem neu gewählten Erzbischof von York, die Weihe, da dieser es ablehnte, sich dem Erzbischof von Canterbury zu unterstellen. Dieser Schritt führte zu einer Auseinandersetzung mit dem Papst und einer Reise nach Rom, aber nicht zu einem Gespräch mit Paschalis II., da dieser die Stadt verlassen hatte. Entgegen dem entschiedenen Befehl von Paschalis Nachfolgern Gelasius II. und Kalixt II. weigerte er sich weiterhin, Thurstan zu weihen. Der Streit war nicht beendet, als Ralph am 20. Oktober 1122 starb.